# 片桐真衣
片桐 真衣（かたぎり まい、1967年5月20日 - ）は、日本の女性声優。大阪府堺市出身。センテナリア所属。

## 来歴
夙川学院短期大学美術科ビジュアルデザインコース卒業。
以前はワイワイワイ、ぷろだくしょんバオバブ、オフィス海風に所属していた。

## 人物
趣味は演劇・音楽鑑賞、映画、読書、ゲーム、パチンコ、寝ること。特技はキャラクターボイス、大声。

## 出演作品

### テレビアニメ
出演時期不明
- 笑ゥせぇるすまん

2000年
- サイボーグクロちゃん（ヤーチー）

2001年
- すしあざらし（ミセスウーニー）
- 名探偵コナン（おばさん）

2002年
- 東京ミュウミュウ（ヨウスケ）

2003年
- アストロボーイ・鉄腕アトム（下級生）

2005年
- 魔豆奇伝パンダリアン（フィフィの母）

2006年
- ブラック・ジャック21（看護師）
- 夢使い（お局様）

2007年
- 恋する天使アンジェリーク〜かがやきの明日〜（親族）

2008年
- あたしンち（アシスタントB）

2010年
- クレヨンしんちゃん（ナタリー）
- スティッチ! 〜ずっと最高のトモダチ〜（トリ子）

### OVA
- 残された名刺　『ある在日一世の軌跡』（1996年、斉鉄也）
- キノの旅 〜とっておきの話〜（2003年、女1）

### 劇場アニメ
- アテルイ（2002年、少年のコムイ）
- 大ちゃん、だいすき。（2007年、ダンプ[7]）

### ゲーム
- Cosmology of KYOTO～京都千年物語～（1994年）
- 黒き死の仮面（1994年、リサ、バンシー）
- バトルヒート（1994年）
- 花の慶次 -雲のかなたに-（1994年、蛍）
- 祇園花 PlayStation版（1995年、音羽レイカ、エミーナ、村上加奈子）
- SIMPLE2000シリーズ Vol.17 THE推理 〜新たなる20の事件簿〜（2002年、中田中外務大臣）
- 爆走コンボイ伝説〜男花道アメリカ浪漫〜（2004年）
- CARAVAN STORIES（2020年、タチェンカ[8]）

### 吹き替え

#### 映画
- エアポート フライト323（アニー）
- エリン・ブロコビッチ
- キャッチ・ミー・イフ・ユー・キャン（アシュレイ）
- GO!GO!L.A.
- ゴスフォード・パーク（バーサ）
- シー・オブ・ラブ ※テレビ東京版
- 地球で最後の男（アマンダ）
- ナイトヒート（ジュディ）
- ブレイキング・ニュース（マデリーン）
- マレーナ
- メラニーは行く!
- ロード・トゥ・パーディション（ルビー）
- ロード・トリップ（ブレンダ）
- ワイルド・タウン/英雄伝説（コニー）
- ワンス・アポン・ア・タイム・イン・アメリカ（ベギー）
- ワンダフル・ファミリー（イザベル）

#### テレビドラマ
- I★LOVE!オリバー
- アニマルホスピタル（ヘレン 他）
- ERVIII緊急救命室（サンタ）
- Xファイル
- L.A.大捜査線 マーシャル・ロー
- 宮廷女官チャングムの誓い
- クッキ
- 刑事ナッシュ・ブリッジス
- 恋するマンハッタン
- コナン・ドイルの事件簿
- ザッツ・ライフ〜リディアの人生ゲーム
- ザ・プラクティス ボストン弁護士ファイル（ショアン）
- サブリナ
- CSI:科学捜査班
- セックス・アンド・ザ・シティ
- ティーンズ救命隊
- デスパレートな妻たち2
- ナイトビジョン（ローラ）
- ハイ・インシデント/警察ファイルJ
- PaPa（ジェホン、スジ）
- バフィー 〜恋する十字架〜（校医）
- ハロー!スーザン（ミランダ）
- 犯罪最前線トップ・コップス
- フレンズ
- HEY!レイモンド（アンジェリーナ）
- ボーイ・ミーツ・ワールド（テープの声）
- 炎のテキサス・レンジャー
- マイ・ビッグ・ファット・ライフ!（ニッキー）
- ロズウェル - 星の恋人たち（子供1）
- ロストワールド〜失われた世界

#### アニメ
- アイス・エイジシリーズ（袋ねずみのエディ）
  - アイス・エイジ3/ティラノのおとしもの
  - アイス・エイジ4/パイレーツ大冒険
  - アイス・エイジ5/止めろ! 惑星大衝突
  - アイス・エイジ バックの大冒険
- おくびょうなカーレッジくん（掃き溜めのツル）
- 鳥たちの戦争 オリバーとオリビア（インゴルフ）
- バットマン・ザ・フューチャー（メラニー・ウォーカー / テン）
- ヘイ・アーノルド!（ロンダ 他）
- ホームムービーズ（リンダ・シンシア・ウォルター）
- リトル・ルル・ショー

### ナレーション
- アート引越センター
- エースコック
- エデュカチオ!
- NTT西日本
- お願い!ランキング
- カーセンサー
- カネの花〜愛を閉ざした男〜 PR番組
- サティ
- 全題未聞
- タウンページ
- ナショナル乗馬フィットネス
- ニチイ
- BS世界のドキュメンタリー
- 丸大
- 郵便貯金

### CMソング
- エースコックのワンタンメン
- 小僧寿しチェーン
- JRA
- 丸大直火焼キチン

### その他コンテンツ
- ガンバード PlayStation/セガサターン版 挿入歌 「ガンバード〜大空の冒険者〜」
- ベネッセの英語教材!五年生用（ケンタ）
- ぷるぷるパニック!!妖精大混乱（1990年、フローリァ）